# BMW・Z9
Z9はBMWが1999年から2000年にかけてモーターショーに出展したコンセプト・モデル。2ドアクーペとカブリオレがバリエーションされていた。

## 概要
Z9クーペは1999年にフランクフルト・ショーで発表される。
位置づけは4シーターのグランツーリスモであり、2000Cに端を発し、3.0CS(E9)、6シリーズ(E24)、8シリーズ(E31)へと引き継がれたBMWの大型クーペの流れを組むものである。同年発表されたオープン・スポーツのZ8とは性格を異にしていた。翌年のパリモーターショーではホイールベースの短いカブリオレが発表されている。
基本的にはショー・モデルの域を出なかったZ9であったが、このモデルで提示された数々の新機軸は、後のBMWの市販車で多くが採用されることになる。

## デザイン
アメリカ人デザイナー、クリス・バングルの手によるエクステリア・デザインは従来のBMWのデザインの流れとは全く異なる斬新なものであり、注目を集めた。Z9のデザインは後に登場した第2世代6シリーズに色濃く引き継がれている。

## メカニズム
インテリアには大型のディスプレイ以外はほとんどボタンがなく、オーディオやナビゲーションシステム、エアコンの操作を全てセンターコンソールのダイヤルで行うという斬新なインターフェースが採用されていた。このインターフェースは後にiドライブとして第4世代7シリーズを筆頭に採用され、現在市販されている全てのBMWに標準装備、あるいはオプション設定されている。
エンジンは740dで採用されていた、245馬力を発揮するV型8気筒3.9リットルの直噴式ターボ・ディーゼルエンジンが搭載された。高価な高級クーペにディーゼルエンジンを採用するという発想は従来は存在しなかったが、これも後に635dのラインアップで実現している。